# 石川優實
石川優實（日语：石川 優実，1987年1月1日—）是日本女演員、模特兒和作家，opinion leader。出生於日本愛知縣小牧市。她是KuToo運動的創始人。在2019年，她被列入BBC的100名女性名單。

## 备注
1. ↑  取缔日本职场女性穿高跟鞋上班的规定

## 外部連結
- 官方网站
- Yumi Ishikawa的X（前Twitter）
- Yumi Ishikawa的Instagram帳戶
- Yumi Ishikawa在互联网电影资料库（IMDb）上的資料（英文）